# 蒙桑普龙-利博斯
蒙桑普龙-利博斯（法語：Monsempron-Libos，法語發音：[mɔ̃sɑ̃pʁɔ̃ libɔs]），法国西南部城市，新阿基坦大区洛特-加龙省的一个市镇，隶属于洛特河畔新城区，其市镇面积为9.05平方公里，2022年1月1日时人口数量为2,104人，在法国城市中排名第5,319位。
蒙桑普龙-利博斯位于洛特-加龙省东北部，洛特河右岸，是一个区域性的中心城市，因其境内的集市而闻名。

## 地名来源

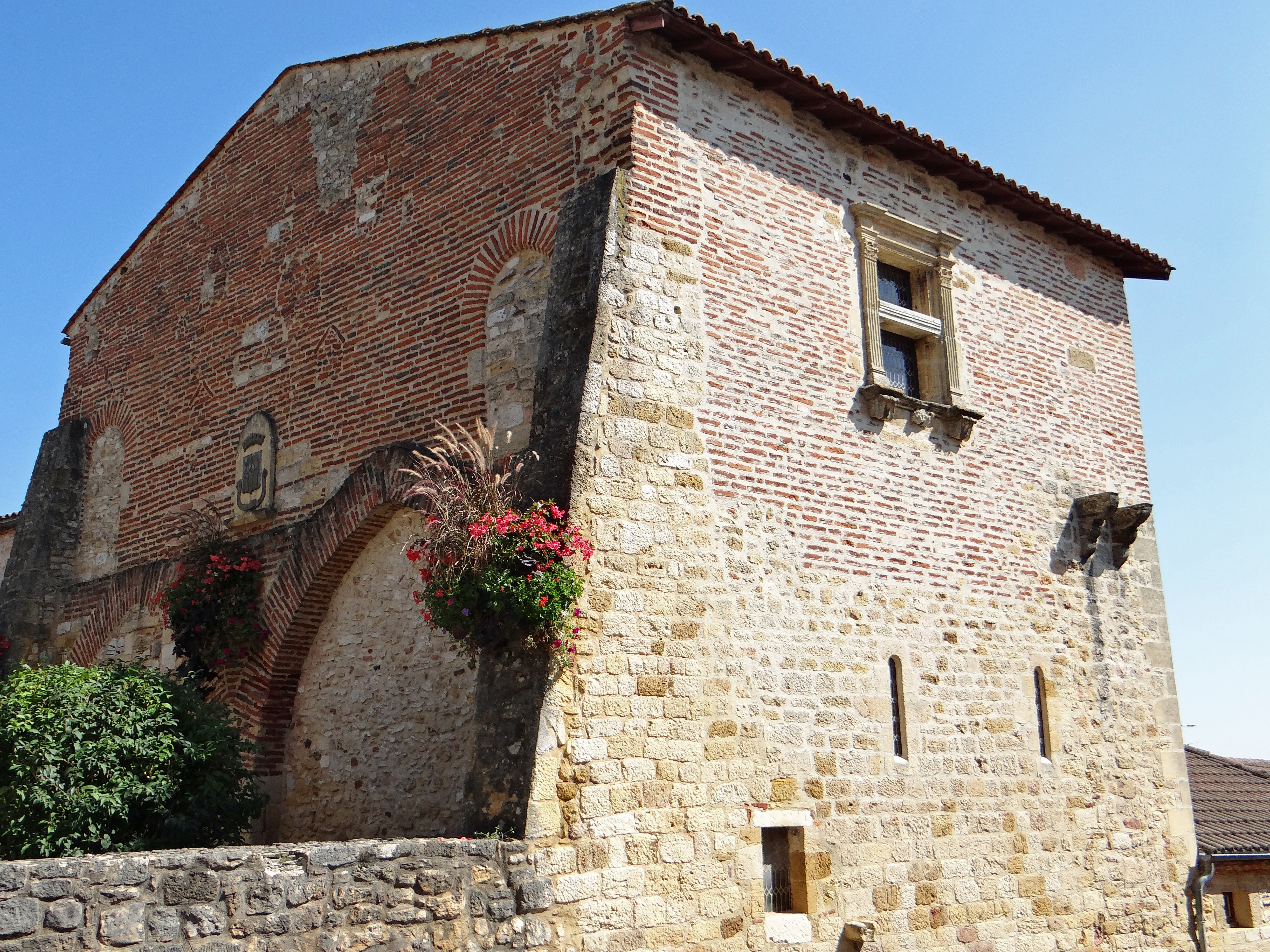
一处历史民居

“Monsempron”一名出自拉丁语“Mons Sempronii”，意为“Sempronius之山”；“Libos”则转写自“Arribos”，意为“河岸”。法国大革命期间，当地的官方名称拼写曾为“Montsemprout”。1958年，在当地居民的要求下，“Libos”成为当地官方名称的一部分。
蒙桑普龙-利博斯所处区域历史上曾通行奥克语，“Monsempron-Libos”对应的奥克语拼写为“Mont Sempronh Libòs”或“Montsempronh-Libòs”。
此外，因翻译标准不同，“Monsempron-Libos”在中文谷歌地图及部分汉语资料中被译为蒙桑普龙利博。

## 历史
蒙桑普龙-利博斯的早期历史尚不清楚。中世纪时，“蒙桑普龙”为洛特河谷右岸高地的一个集镇，当地领主在公元11世纪时在此修建了一处祈祷院城堡；“利博斯”则是洛特河畔的一个港口，因商业贸易而兴盛。英法百年战争期间，英格兰军队曾占领蒙桑普龙并烧毁了当地领主的城堡。法国大革命后，蒙桑普龙成为洛特-加龙省的一个市镇。工业革命期间，途径此地的尼韦尔萨克－阿让铁路和蒙桑普龙-利博斯－卡奥尔铁路建成通车，利博斯成为一个区域性的铁路枢纽。前往卡奥尔方向的铁路于1971年关闭。2022年，蒙桑普龙-利博斯集市在法国电视一台举办的“最美集市”评选活动中获得洛特-加龙省第一名

## 地理

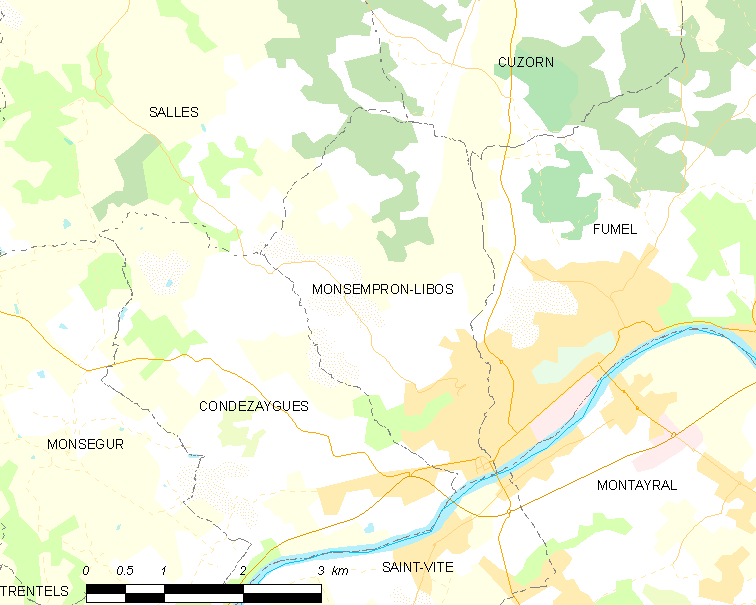
蒙桑普龙-利博斯市镇范围地图

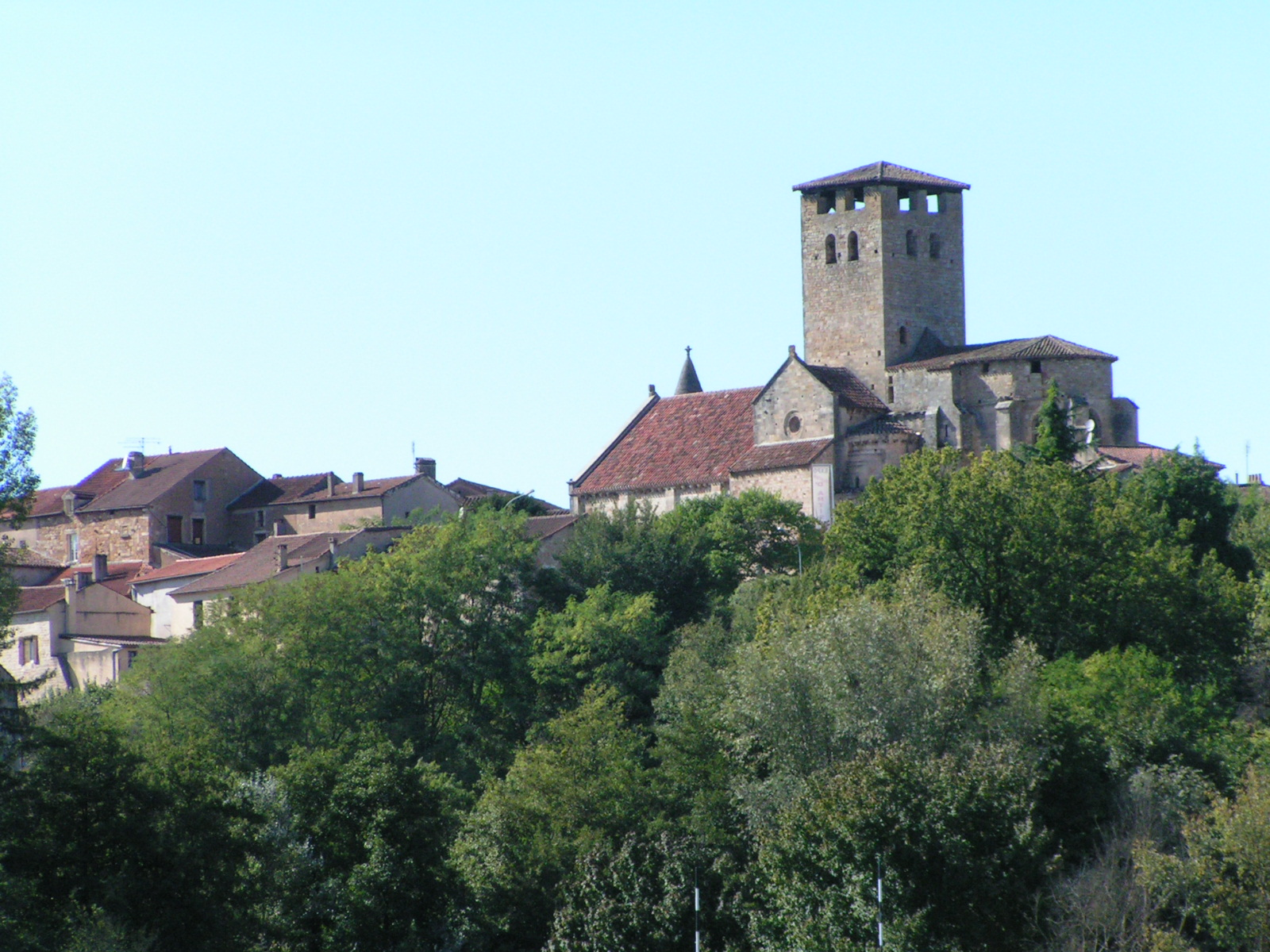
远眺树林中的圣热罗祷告院

蒙桑普龙-利博斯位于法国西南部，新阿基坦大区东部和洛特-加龙省东北部，距离省会阿让大约55公里。与蒙桑普龙-利博斯接壤的市镇包括：屈佐恩、孔德宰格、菲梅勒、圣维特、萨勒。

### 地形
蒙桑普龙-利博斯位于阿让地区和凯尔西的过渡地带，境内以浅丘为主，沿河地带地势较为平坦，整体地势自南向北略有抬升，全境海拔在59到155米之间。

### 水文
蒙桑普龙-利博斯位于加龙河流域范围内，洛特河干流自东向西流经市镇南界，其右岸支流莱芒斯河自北向南流经市区东部。

### 植被
蒙桑普龙-利博斯属于温带阔叶混交林区，林地散落分布于河流附近及坡地地带。
在鲜花城市的评比中，蒙桑普龙-利博斯暂未被评级。

### 气候
蒙桑普龙-利博斯在柯本气候分类法中属于温带海洋性气候。

## 行政区划
蒙桑普龙-利博斯的市镇编号为47179，邮政编号为47500。
在行政管理方面，蒙桑普龙-利博斯隶属于法国新阿基坦大区洛特-加龙省洛特河畔新城区；在地方选举方面，蒙桑普龙-利博斯隶属于勒菲梅卢瓦县，其市镇范围全境被划入洛特-加龙省第三选区；在社会管理方面，蒙桑普龙-利博斯是菲梅勒洛特河谷市镇公共社区的组成部分。
截至2023年2月，蒙桑普龙-利博斯境内暂无任何城市敏感街区及城市政策优先街区。
法国国家统计与经济研究所（简称）在进行数据统计时，将蒙桑普龙-利博斯及相邻的另外6个市镇设为菲梅勒城市核心区，并将包括核心区在内的周边共9个市镇划为菲梅勒城市区。自2020年起，菲梅勒城市区被包含10个市镇的菲梅勒城市辐射区代替。此外，还将蒙桑普龙-利博斯市镇整体看作一个“块区”（IRIS），以便于统计人口分布情况。

## 交通

蒙桑普龙-利博斯火车站

### 公路
洛特-加龙省省道D276线和D710线在蒙桑普龙-利博斯境内交汇。新阿基坦大区下属的城际客运提供巴士线路，可前往菲梅勒。
2019年，69.4%的蒙桑普龙-利博斯家庭拥有至少一辆私人汽车。2018年，蒙桑普龙-利博斯境内共发生各类交通事故1起，造成1人受伤。
| 57 | 59 |

| 6 | 68 |

| 阿让 | 53 |

| 托南斯 | 62 |

| 卡奥尔 | 54 |

| 普赖萨克 | 25 |

| 洛特河畔新城 | 25 |

| 古尔东 | 56 |

### 铁路
蒙桑普龙-利博斯位于尼韦尔萨克－阿让铁路和蒙桑普龙-利博斯－卡奥尔铁路交汇处。蒙桑普龙-利博斯站位于市区中部，停靠往返于阿让和佩里格一线的区域列车。

### 航空
距离蒙桑普龙-利博斯最近的民用航空站为阿让机场，距离蒙桑普龙-利博斯市中心的公路里程约56公里。

### 城市公共交通
截至2023年2月，蒙桑普龙-利博斯暂无城市公共交通系统。

## 政治

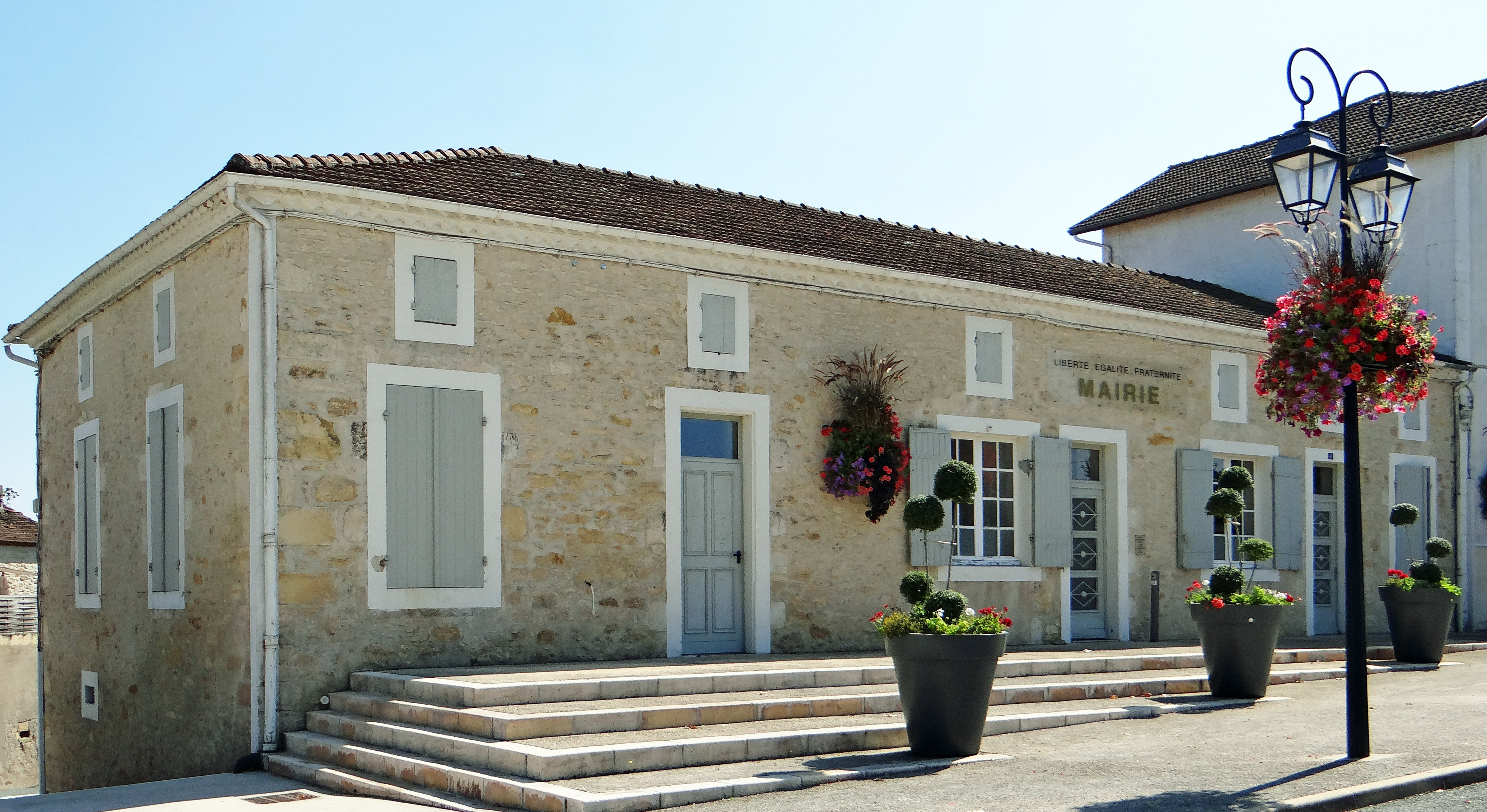
蒙桑普龙-利博斯市政厅

蒙桑普龙-利博斯的现任市长为让-雅克·布鲁耶先生（Jean-Jacques BROUILLET），他是一名右翼无党派人士，在2020年的市政选举中获得了100.00%的支持率（无其他候选人）。
在2022年的法国总统大选中，法国第25任总统埃马纽埃尔·马克龙在蒙桑普龙-利博斯获得了50.05%的支持率。

## 人口
2019年，蒙桑普龙-利博斯市镇人口数量为2,033，在法国排名第5,319位。其中男性904人，女性1,129人，75岁及以上人口占18.0%，外籍人口数量为168人，人口密度为225人/平方公里，当地居民被称为（男性）或（女性）。2020年，蒙桑普龙-利博斯境内出生13人，死亡人口35人。
| 蒙桑普龙-利博斯1901年－2020年人口变化情况 |
|                                           |
| 数据来源：Cassini、INSEE                  |

## 经济
蒙桑普龙-利博斯是一个区域性的中心城市。截止2023年2月，蒙桑普龙-利博斯市镇范围内共有各类用人单位（包含自雇）233家，平均历史为21年，其中99.18%为中小型企业（PME），2022年12月至2023年2月间，当地的经济活力指数为0。（化工产品）和（零售）是当地2021年营业额最高的两个企业，分别为17,106,248欧元和1,501,653欧元。

## 财政与居民收入
2021年，蒙桑普龙-利博斯的财政收入总额为2,095,960欧元，财政支出总额为1,503,510欧元，当年的债务总额为1,590,150欧元。2021年，蒙桑普龙-利博斯市镇通过增值税获得147,940欧元的收入，此外当地还共获得了291,570欧元的国家直接财政补助。
2020年，蒙桑普龙-利博斯的人均月收入总额为1,785欧元，其中高级职员为3,072欧元，低于法国平均水平（4,230欧元）；中级职员为2,225欧元，低于法国平均水平（2,411欧元）；普通职员为1,561欧元，亦低于法国平均水平（1,740欧元）。
2019年，蒙桑普龙-利博斯境内的青壮年（15至64岁）失业率为23.6%；当地36.7%的家庭拥有纳税资格，平均纳税1,344欧元，低于法国平均水平（3,910欧元）。

## 社会事务

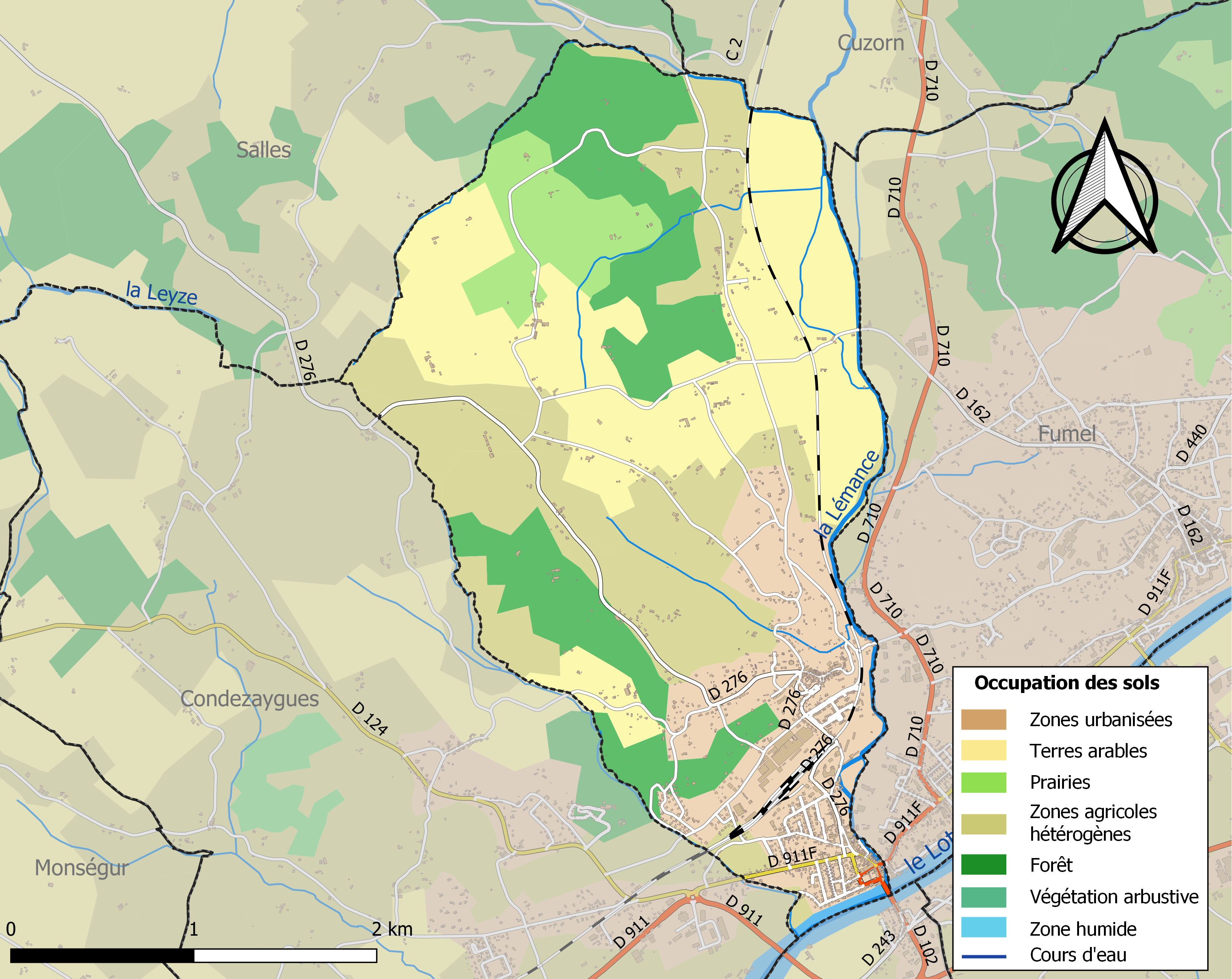
蒙桑普龙-利博斯土地利用情况地图

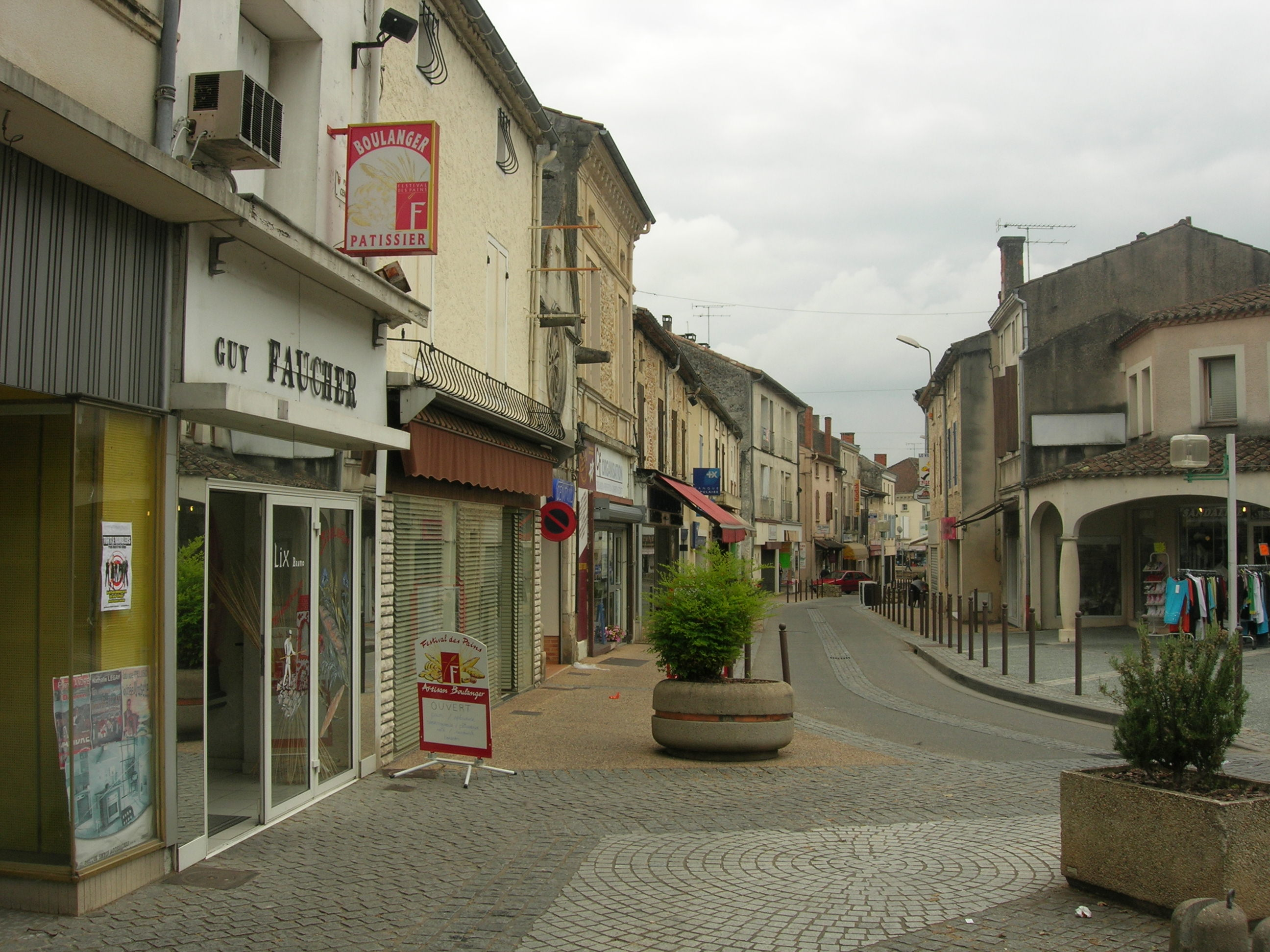
蒙桑普龙-利博斯镇中心的国民街

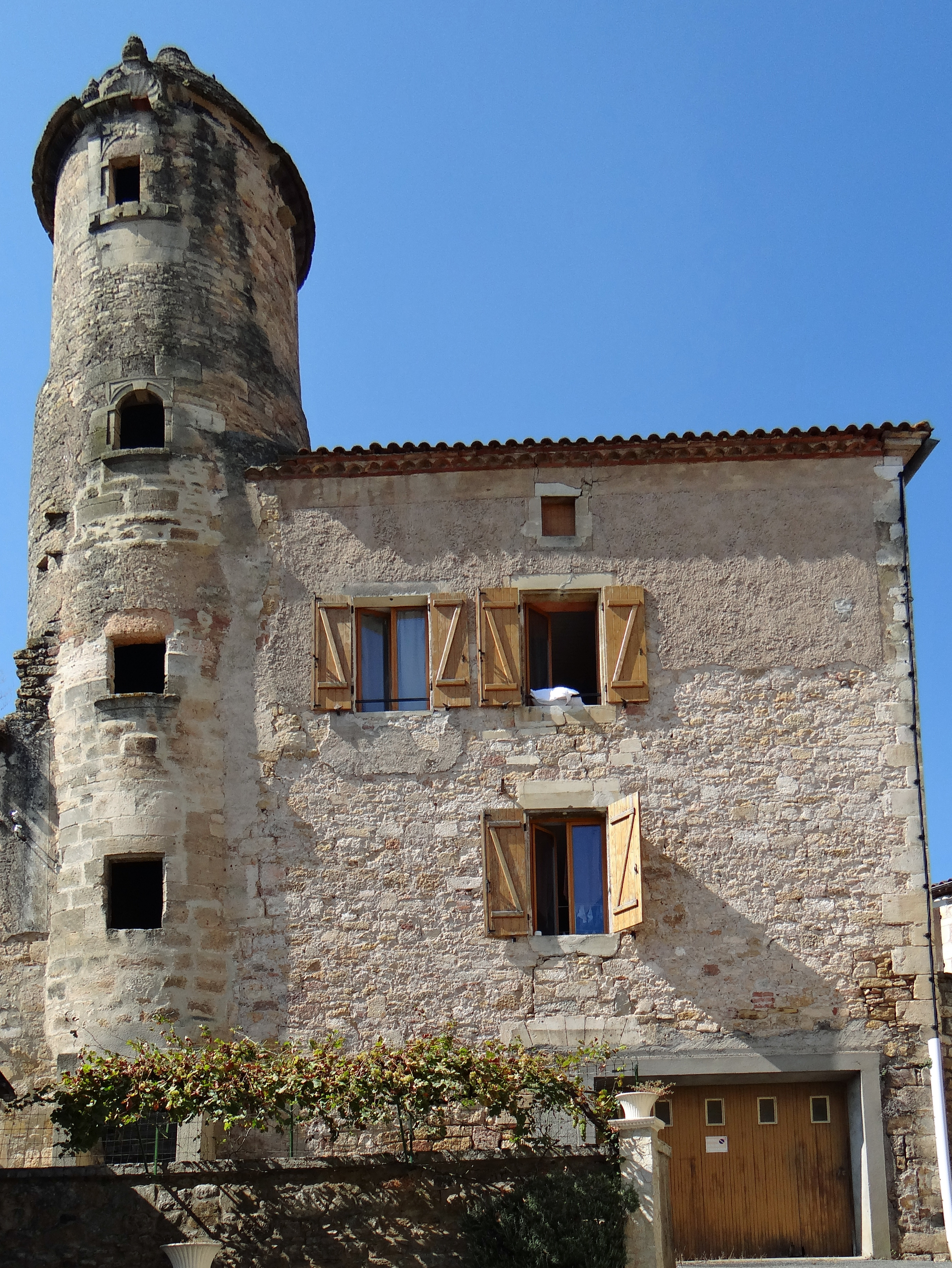
蒙桑普龙-利博斯的传统民居

### 教育
蒙桑普龙-利博斯属于波尔多学区。截止2021年1月1日，蒙桑普龙-利博斯境内共有1所幼儿园、2所小学和1所初级中学。 2021至2022学年度，蒙桑普龙-利博斯境内共有在校中等教育阶段学生316名。

### 医疗
截止2021年1月1日，蒙桑普龙-利博斯境内共有保健师5名、牙医2名、护士7名和妇科医生1名。境内共有药房1家。
距离蒙桑普龙-利博斯最近的区域性医疗机构为菲梅勒中心医院（Centre Hospitalier Fumel），其主病区“埃利萨贝特·代萨尔诺地方医院”（Hôpital Local Elisabeth Désarnauts）位于菲梅勒，距离蒙桑普龙-利博斯市区的正常车程约5分钟，该院设有床位156个，是当地规模最大的公立综合性医院。

### 住房
2019年，蒙桑普龙-利博斯境内共有各类住房1,207套，其中75.9%为独立式居民区，24.0%为集中式居民区。常住房屋占蒙桑普龙-利博斯市镇范围内居民建筑总量的84.2%。
在住房保障政策方面，2021年，蒙桑普龙-利博斯境内共有208户家庭获得了住房经济补助，受益人数占总人口数量的10.2%，其中194份为房租补助。

### 商业
2021年，蒙桑普龙-利博斯境内共有各类实体商铺34家，其中餐厅4家、大型超市1家、面包房2家、肉铺1家、书店1家、银行门店1家、美容美发店8家、汽车维修店1家。市区南部建有家乐福便民超市。

### 体育
2021年，蒙桑普龙-利博斯境内有1处网球场。截至2023年2月，蒙桑普龙-利博斯境内暂无注册足球俱乐部。

### 环境
蒙桑普龙-利博斯的环境事务由其所属的菲梅勒洛特河谷市镇公共社区联合各级政府协调负责。2021年，蒙桑普龙-利博斯境内暂无污染企业。

### 治安
蒙桑普龙-利博斯及其附近的共88个市镇是洛特河畔新城国家宪兵队（zone gendarmerie de Villeneuve-sur-Lot）的管辖范围。2020年，该宪兵队累计记录各类案件1,655起，其中盗窃类案件852起，经济类案件250起，毒品交易类案件55起。

## 文化

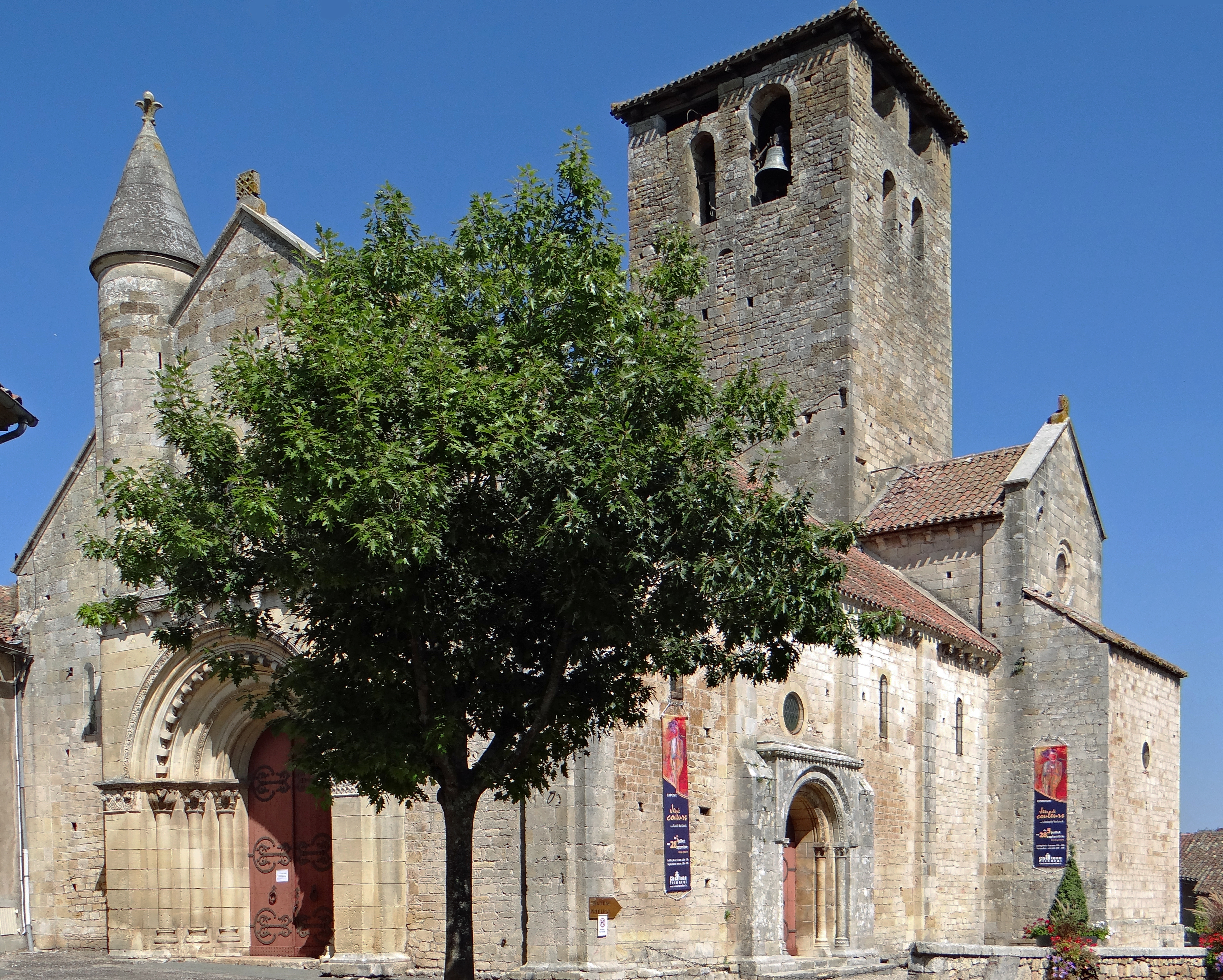
蒙桑普龙-利博斯圣热罗教堂

2021年，蒙桑普龙-利博斯境内共有1家电影院。蒙桑普龙-利博斯境内建有“Point Lecture”，每周一、三、四向公众开放。

### 建筑
蒙桑普龙-利博斯境内有多处历史建筑，其中镇中心的圣热罗教堂是法国国家文物保护单位，同时也是当地的地标性建筑物。

### 旅游
蒙桑普龙-利博斯的旅游事务由其所属的菲梅勒洛特河谷市镇公共社区负责。2022年，蒙桑普龙-利博斯境内暂无任何游客接待设施。

### 媒体
法国主要的媒体均可在蒙桑普龙-利博斯接收，法国电视三台下属的新阿基坦大区频道在部分时段播出蒙桑普龙-利博斯所在洛特-加龙省的地方新闻。《西南报》、《阿基坦共和人报》、ARL广播等是当地主要的地方性媒体。

## 相关人物
法国自行车运动员蒂诺·萨巴迪尼出生和逝世于蒙桑普龙-利博斯。

## 友好城市
截至2023年2月，蒙桑普龙-利博斯共与三座城市互为友好城市关系：
- 德国 布格豪森
- 西班牙 阿尔戈尔法
- 西班牙 阿尔莫拉迪